# CAAC Flight 296

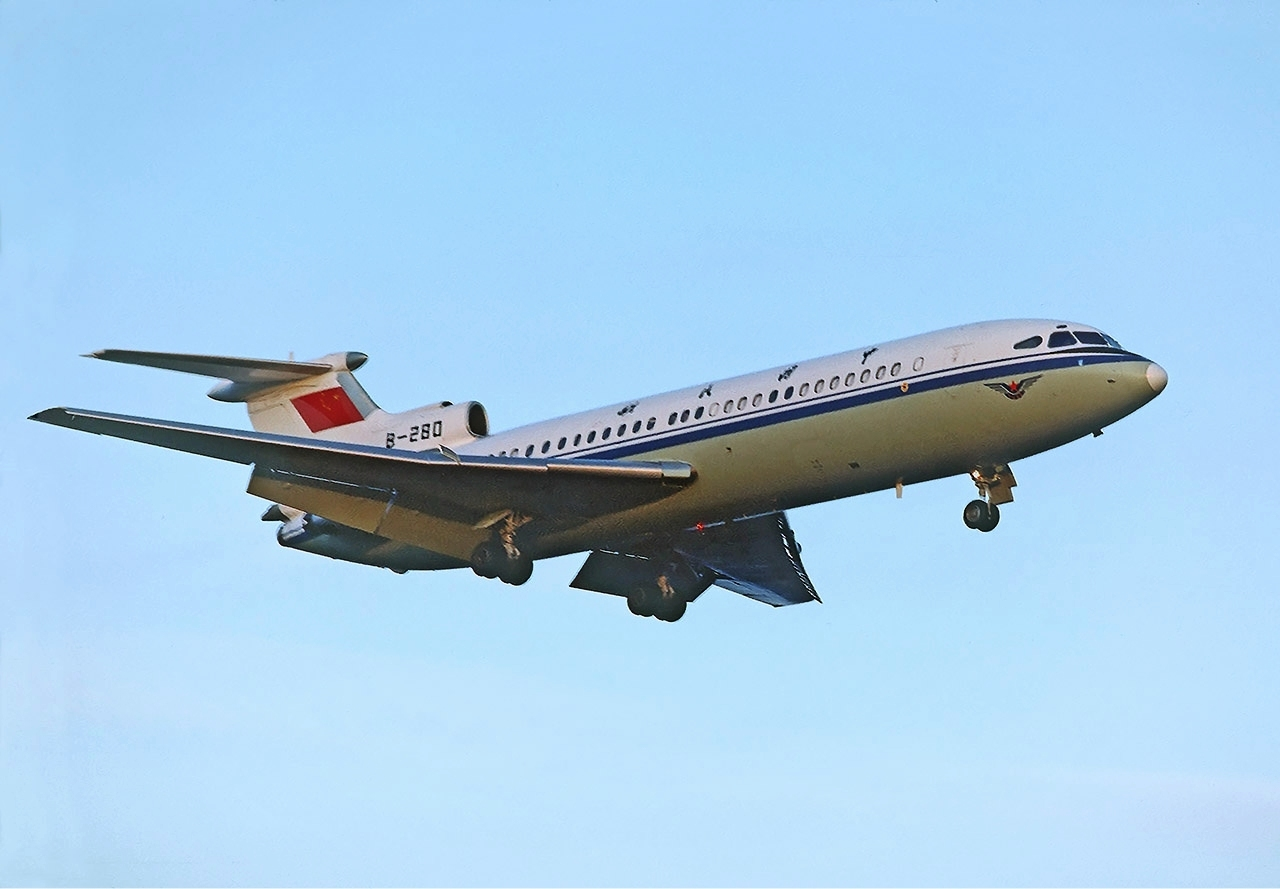
Ett snarlikt flygplan, av modell Hawker Siddeley Trident, som det plan som kapades.

Kapningen av CAAC Flight 296, ett flygplan av modellen Hawker Siddeley Trident 2E, ägde rum den 5 maj 1983. Flight 296 inom China Civil Aviation Airlines (CAAC) var en inrikesflygning från Shenyang Dongta Airport till Shanghai Hongqiao International Airport. Planet kapades av sex kinesiska medborgare och tvingades landa vid Camp Page, en amerikansk militärbas i Chuncheon i Sydkorea.
Vid tidpunkten för händelsen hade Kina och Sydkorea inte några diplomatiska relationer, vilket innebar att denna incident föranledde den första officiella kontakten mellan länderna innan officiella diplomatiska relationer inletts. Det blev en vändpunkt i relationen mellan de båda länderna. Under efterföljande incidenter minskade fientligheten mellan länderna, vilket lade grunden för en diplomatisk relation.